# Wełniany Rynek
Wełniany Rynek – trójkątny plac (rynek) w Bydgoszczy.

## Położenie
Wełniany Rynek mieści się u zachodniego wylotu ul. Długiej na granicy dawnego miasta lokacyjnego.

## Historia
U zachodniego wylotu ul. Długiej w latach 1600–1828 znajdowała się Brama Poznańska wtopiona w system murów miejskich. Jeszcze na początku XIX w. w bramie mieścił się areszt. Z powodu niskiego i wąskiego przejazdu brama została rozebrana w 1828 r., a w 1835 r. zniesiono także rogatki.
Na trójkątnym placu u zbiegu ulic: Długiej, Poznańskiej, M. Wierzbickiego i Podgórnej, na stoku wzniesienia, od 1838 r. odbywał się handel drzewem opałowym oraz skup wełny (runa owczego) z podbydgoskich folwarków, które z inicjatywy „Towarzystwa Ekonomicznego dla Kujaw” prowadziły hodowlę wełnistych owiec. Wraz z importem zamorskiej bawełny hodowla owiec stopniowo upadła, a handel wełną zanikł. Jego tradycje pozostały w nazwie placu wprowadzonej w 1854
W okresie kursowania w mieście tramwajów konnych (1888–1896) najstarsza linia prowadziła przez Wełniany Rynek do zbiegu ul. Poznańskiej i Św. Trójcy, a później do dworca kolejki wąskotorowej przy ul. Grunwaldzkiej. U podnóża wzniesienia czekał chłopiec z zapasowym koniem, zaprzęganym dodatkowo przy podjeździe na plac. Konie miały na podkowach powrozy do tłumienia hałasu oraz zapobiegania poślizgom. Od 1896 r. tramwaje zelektryfikowano. Jeździła tędy „linia czerwona” (A), od 1949 roku oznaczona cyfrą 1. Trakcję tramwajową na Wełnianym Rynku zlikwidowano ostatecznie w 1970 r.
Na rogu Wełnianego Rynku (ul. Podgórnej) i ul. M. Wierzbickiego znajdował się tzw. „Hotel pod Żółtym Krzyżem”, w którym 19 lipca 1843 r. w czasie pełnienia podróży inspekcyjnej zmarł książę pruski August Hohenzollern. Hotel został później przekształcony w „Moritz" i kolejno „Francuski” i „Pomorski”. Zlikwidowano go w 1934
W latach 1960–2008 Wełniany Rynek był ulicą przylegająca do parkingu znajdującego się na miejscu dawnego placu. W 2008 r. przeprowadzono remont nawierzchni, w wyniku czego został wzbogacony o małą architekturę (m.in. pomnik przedwojennego prezydenta Bydgoszczy Leona Barciszewskiego).

### Nazwy
Plac w przekroju historycznym posiadał następujące nazwy:
- 1854–1920 – Wollmarkt
- 1920–1939 – Wełniany Rynek
- 1939–1945 – Wollmarkt
- od 1945 – Wełniany Rynek

## Galeria

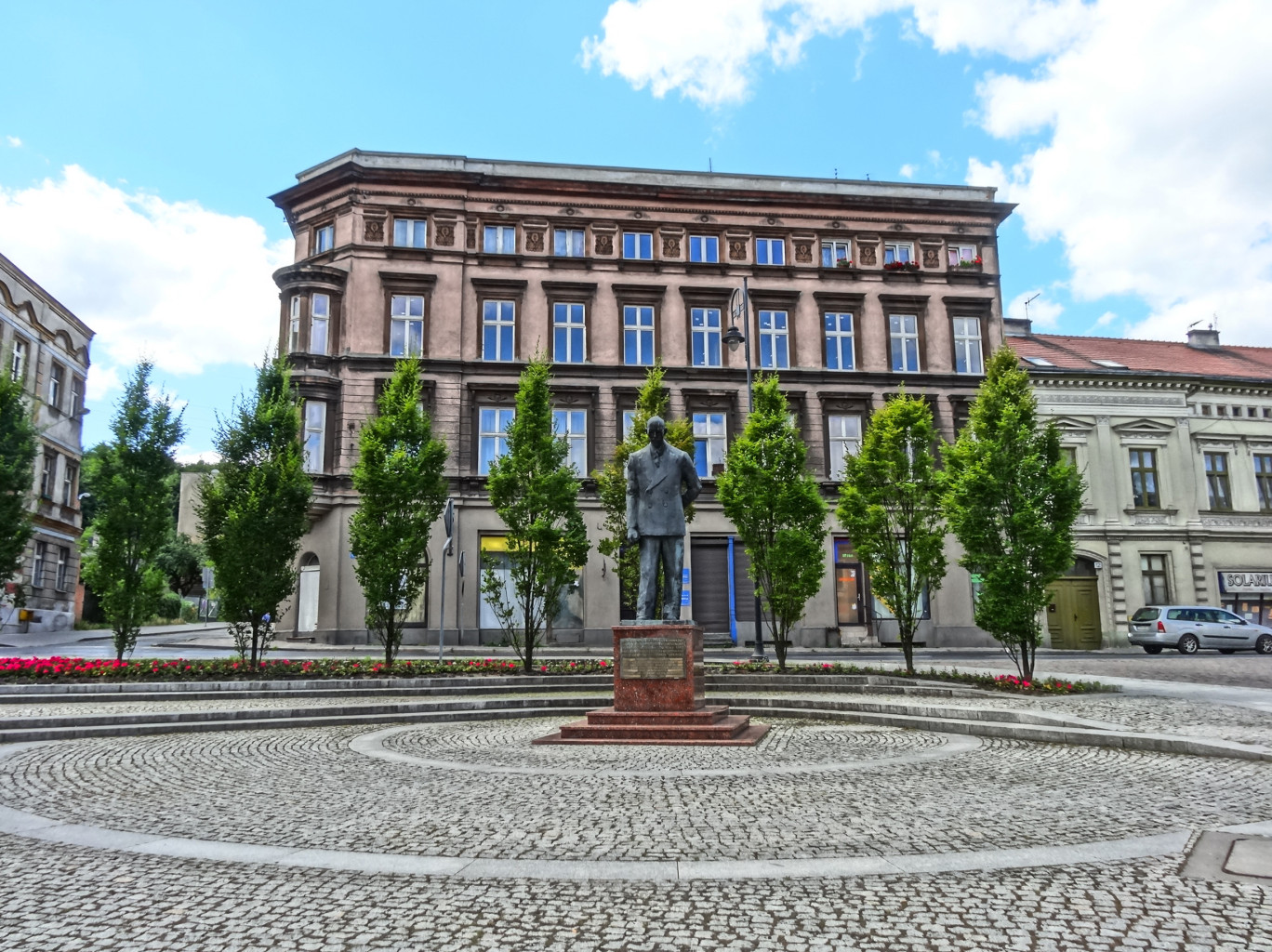
Widok na południe
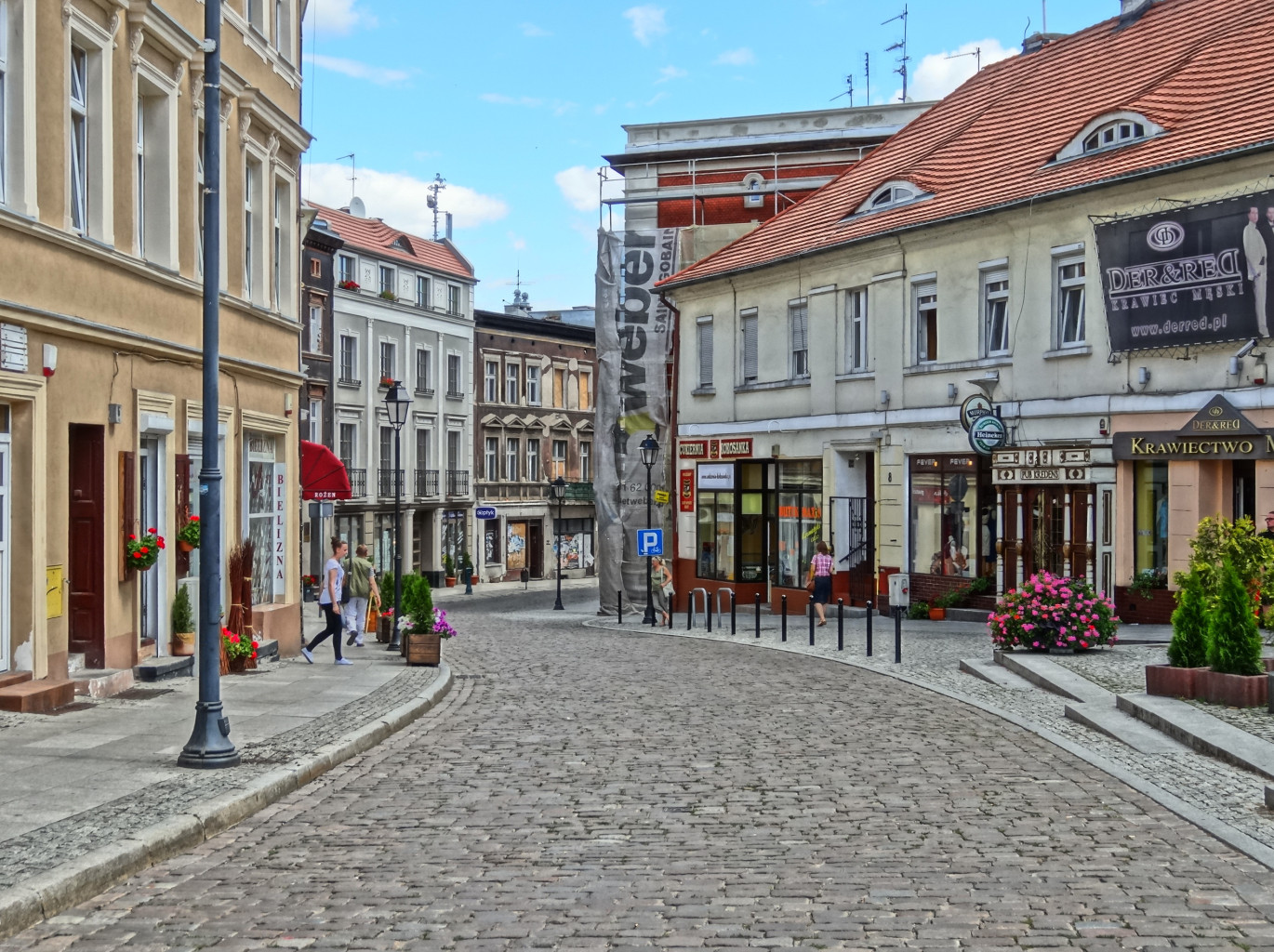
W kierunku ul. Długiej
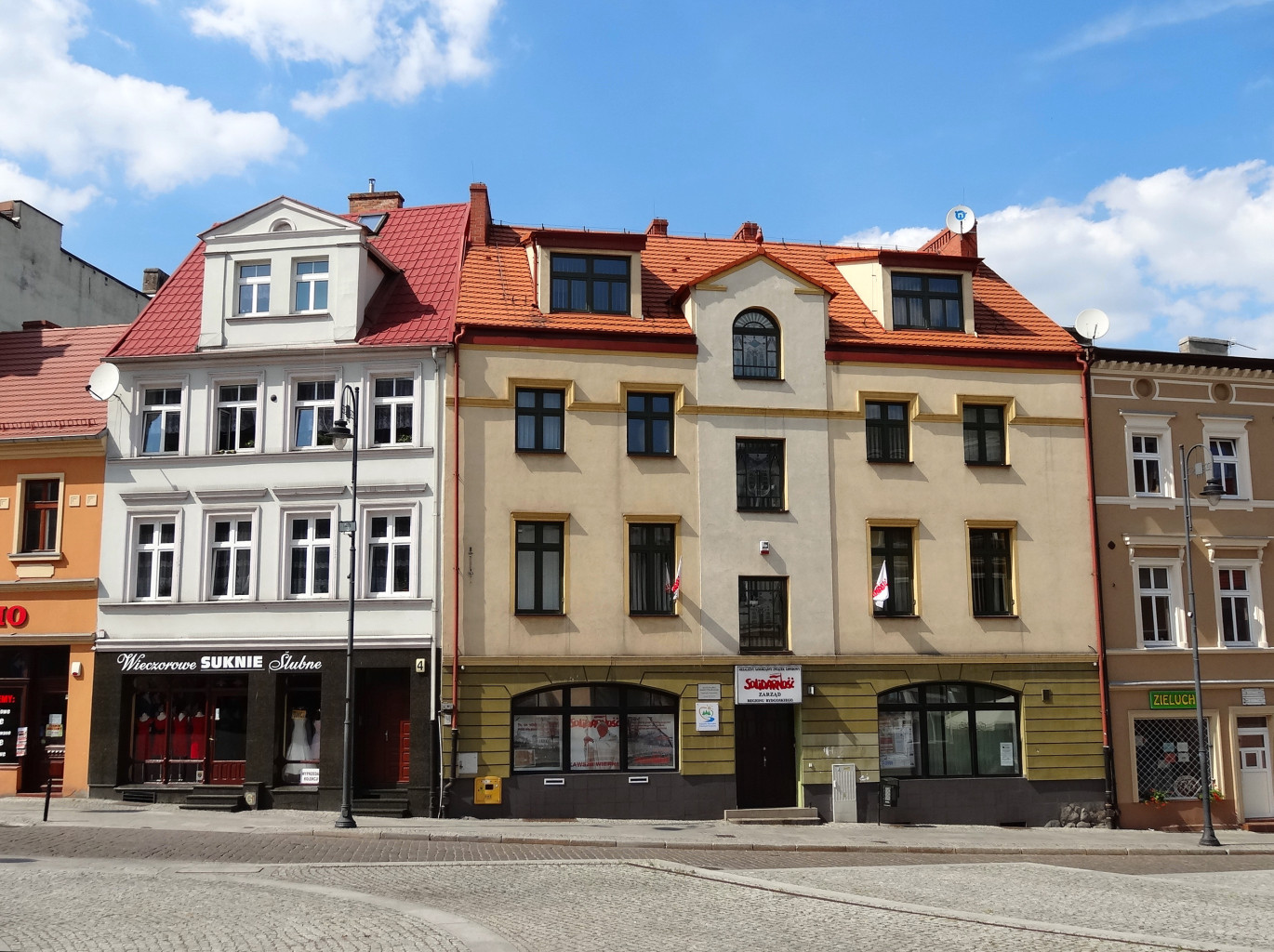
Północna pierzeja
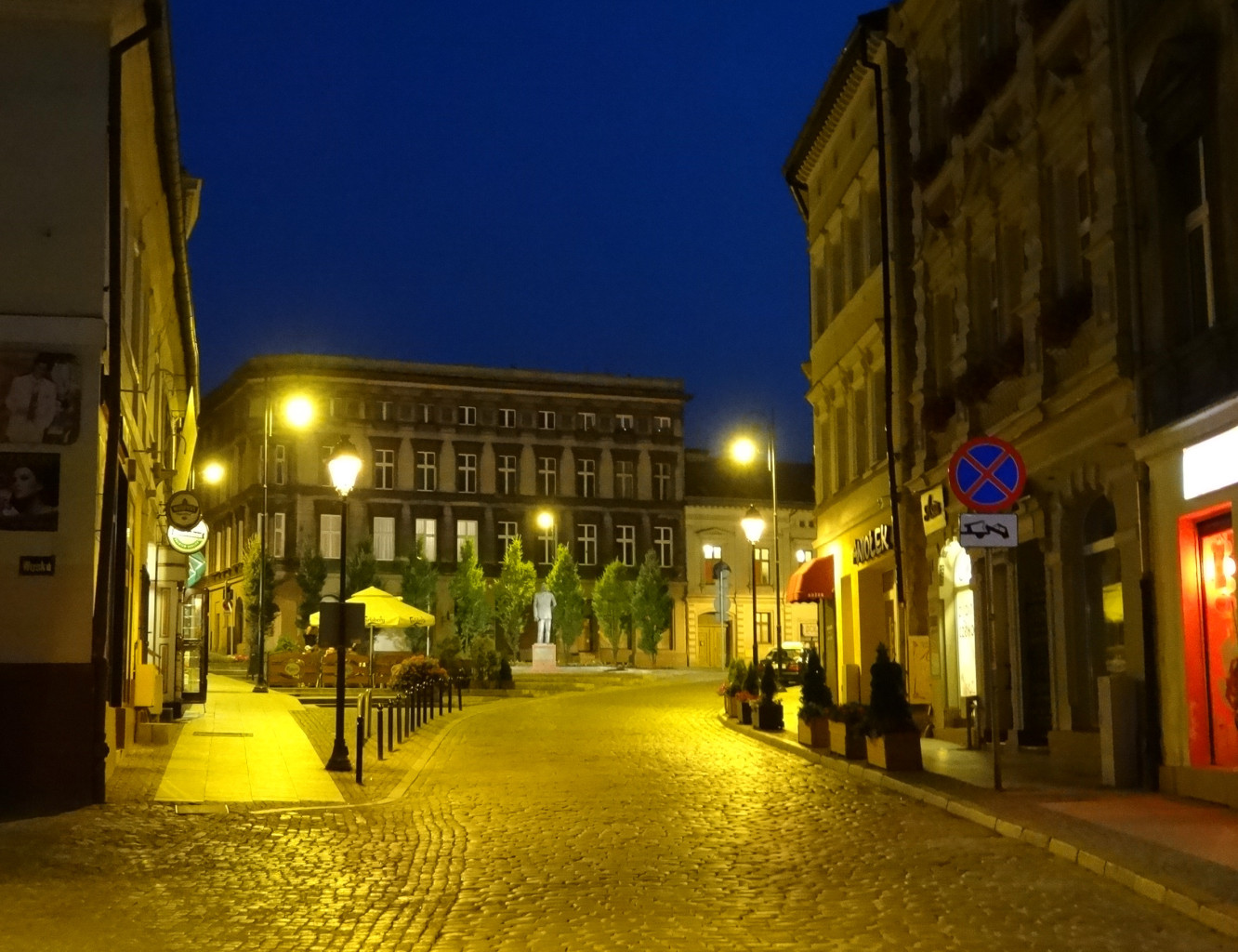
Wieczorem
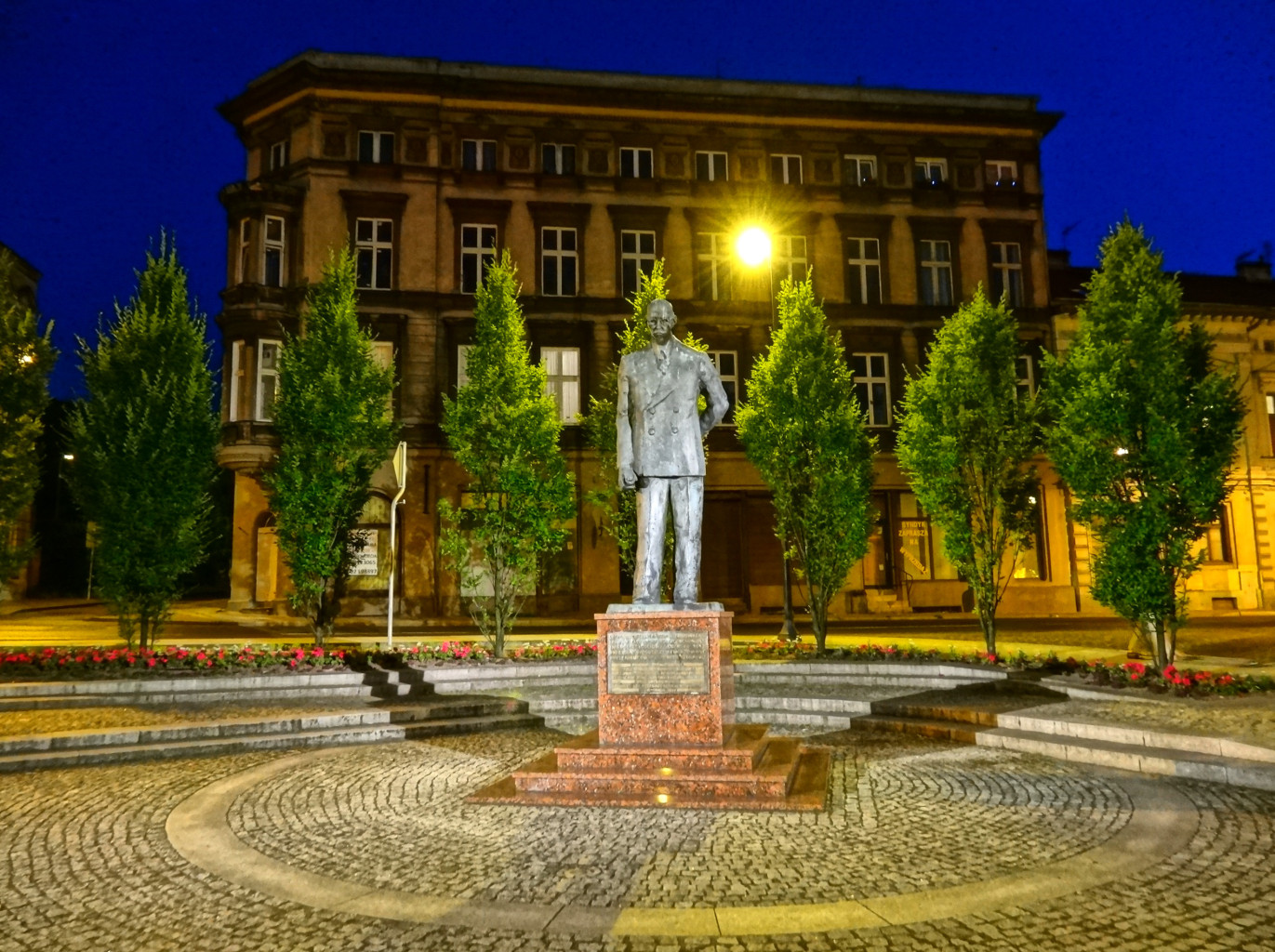
Pomnik Leona Barciszewskiego

## Zabudowa
| Nr | Adres            | Lata budowy   | Styl architektoniczny  | Wpisany do rejestru zabytków | Uwagi | Zdjęcie |
| -- | ---------------- | ------------- | ---------------------- | ---------------------------- | --- | ------- |
| 1. | Wełniany Rynek 2 | 1896          | historyzm, neobarok    | T                            | Kamienica zbudowana według projektu Józefa Święcickiego dla fabrykanta Wilhelma Koppa, w miejscu starej zabudowy frontowej. Budynek posiada dwa skrzydła o bogatej fasadzie, z balkonami i rozbudowanymi szczytami.                                                         |         |
| 2. | Wełniany Rynek 4 | przed 1772    | neorenesans            | T                            | Kamienica z oficyną i stajnią, przebudowana w 1879 r. Między oknami II pietra wmurowana kula armatnia, prawdopodobnie pamiątka po insurekcji kościuszkowskiej 1794. |         |
| 3. | Wełniany Rynek 7 | 1889–1890     | neorenesans, manieryzm | N                            | Kamienica zbudowana według projektu Józefa Święcickiego dla fabrykanta Johanna Adolfa Hoffmanna. Budynek posiada skrzydło zachodnie połączone z oficyną nadbrzeżną rozwiniętą wzdłuż brzegu Młynówki (Wenecja Bydgoska). We frontowej ścianie wmurowana jest kula kamienna. |         |
| 4. | Wełniany Rynek 8 | I poł. XIX w. |                        | N                            | W latach 90. XX wieku mieścił się tu popularny pub Kredens |         |